# いるか座18番星b
いるか座18番星b (18 Delphini b) は、いるか座の方角に約238光年離れた位置にある太陽系外惑星である。質量は約10.3木星質量で、993日の周期でスペクトル型G6IIIの巨星を公転している。

## 発見
いるか座18番星bは、2008年2月、岡山惑星探索計画中に岡山天体物理観測所の佐藤文衛らが視線速度法で発見し、わし座ξ星bや HD 81688 b とともに報告された。

## 名称

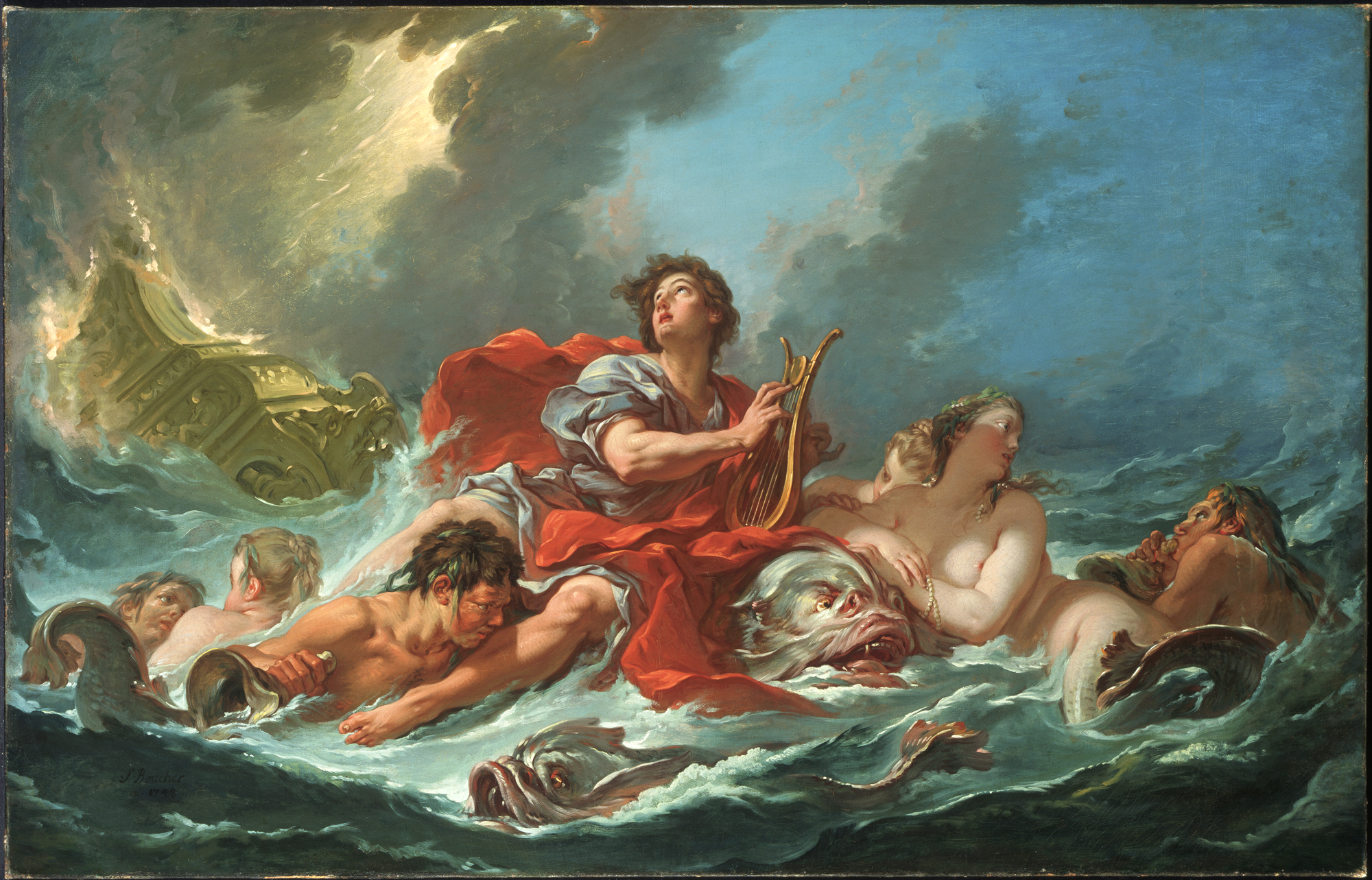
ブーシェ《イルカに乗るアリオン》1748年

2015年に国際天文学連合によって太陽系外惑星系の名前の公募と投票が行われた際にこの星系も募集の対象となった。2015年12月15日、国際天文学連合より、徳島県立城南高等学校からの提案を採用し、主星に Musica 、惑星bに Arion という名前を選定したことが発表された。
Musica はラテン語で音楽を意味する。
Arion は、いるか座にまつわるギリシャ神話に登場する、イルカに命を助けられた詩人で音楽家のアリオンに由来する。なお、海神ポセイドンを父とする馬アリオン (Arion, Areion) は無関係である。